# Hylomantis granulosa
Hylomantis granulosa är en groddjursart som först beskrevs av Cruz 1989.  Hylomantis granulosa ingår i släktet Hylomantis och familjen lövgrodor. IUCN kategoriserar arten globalt som livskraftig. Inga underarter finns listade i Catalogue of Life.